# Park stanowy Seneca Creek
Park stanowy Seneca Creek (ang. Seneca Creek State Park) – park stanowy w hrabstwie Montgomery w stanie Maryland. Park stanowi oazę natury wśród rozrastającej się stołecznej aglomeracji Waszyngtonu. Park ma powierzchnię ponad 6000 akrów (25 km²) i rozciąga się 14 mil (22,5 km) wzdłuż malowniczej doliny strumienia Seneca (Great Seneca Creek Stream Valley), aż do jego ujścia do rzeki Potomak. Znajdujące się na terenie parku jezioro Clopper (Clopper Lake) oraz otaczające je lasy i pola poza interesującymi widokami oferują odwiedzającym możliwość wędrówki, wędkarstwa i oraz innych sportów wodnych. Zaprojektowany z myślą o rowerzystach górskich system szlaków Schaefer Farm (Schaefer Farm Trails) oferuje dodatkowe możliwości rekreacyjne. Dla bardziej wytrwałych turystów 16,5 milowy (26,6 km) szlak pieszy (Seneca Creek Greenway Trail) prowadzi całą długością parku wzdłuż strumienia Seneca (Seneca Creek).

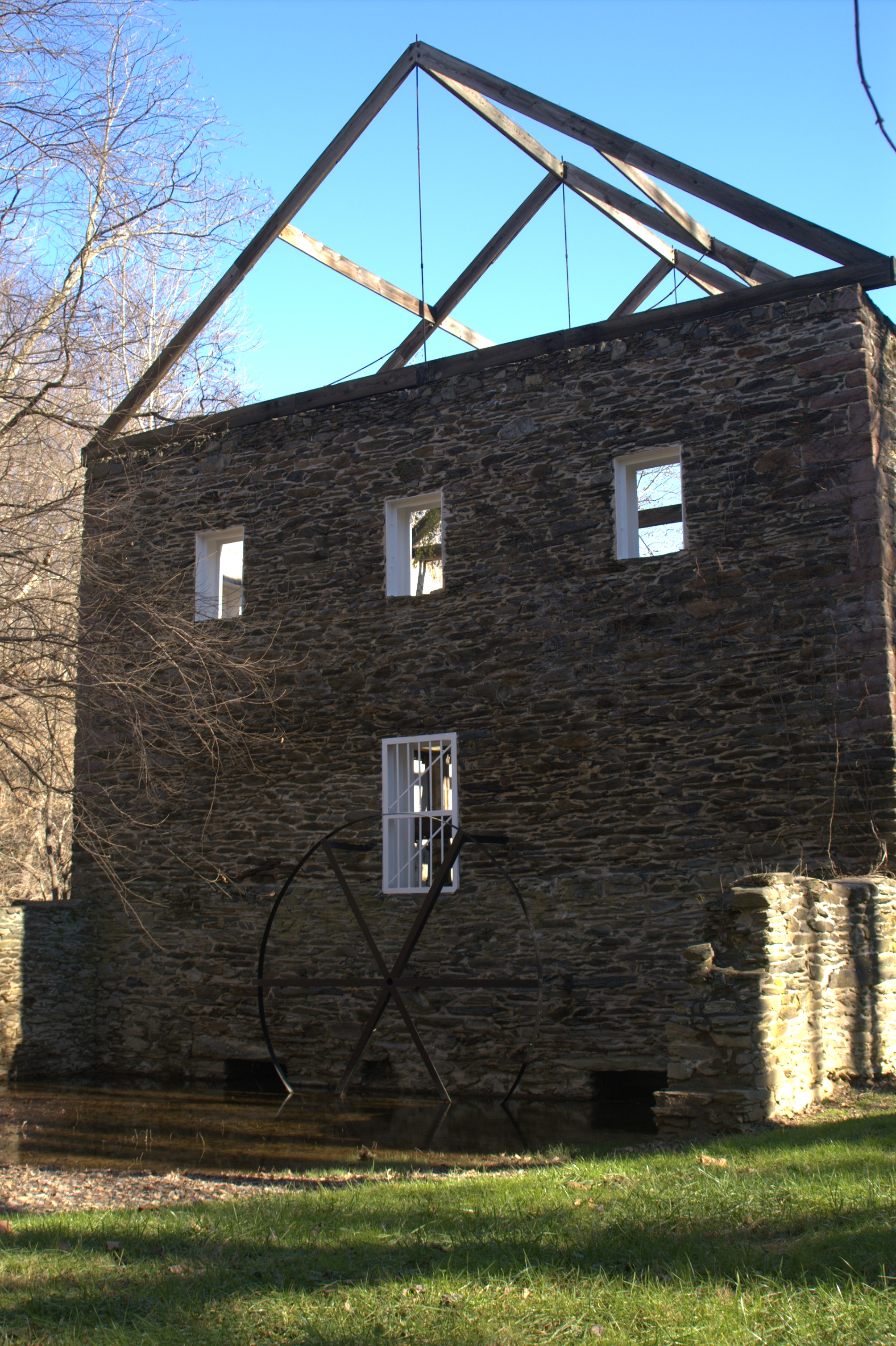
Pozostałości młyna Black Rock Mill

## Historia
Po przybyciu do doliny strumienia Seneca w drugiej połowie XVII wieku, Europejscy osadnicy odkryli żyzną do uprawy ziemię, dogodny klimat a także obfitość ryb i zwierzyny. Dostępność energii wodnej z wielu okolicznych potoków doprowadziła do rozwoju w dolinie licznych młynów. Pozostałości dwóch z nich (Black Rock Mill oraz Clopper Mill) są widoczne w parku do dziś. Ruiny jednego z młynów (Black Rock Mill) zostały zakonserwowane i ekspozycje na wolnym powietrzu wyjaśniają zasady jego funkcjonowania. Historyczne pozostałości kamieniołomów piaskowca (Seneca Sandstone Quarries) położone są w pobliżu rzeki Potomak i zawierają kilka budynków, w tym budynek cięcia kamieni (Seneca Stone Cutting Mill) oraz szkołę (Seneca Schoolhouse), która jest otwarta dla publiczności. Wydobywany w kamieniołomach czerwony piaskowiec był używany między innymi przy budowie kanału Chesapeake i Ohio (C&O Canal) oraz pierwszego budynku ("Zamku") Smithsonian Institution (Smithsonian Institution "Castle"). W pobliżu biura parku znajduje się historyczny drewniany dom (Grusendorf Log House), wybudowany w roku 1855, który jest jedną z niewielu pozostałych struktur pobliskiej osady Germantown.

## Fauna
Na terenie parku występuje wiele różnych środowisk, takich jak lasy, pola, mokradła, strumienie oraz formacje skalne, w których mogą znaleźć schronienie dzikie zwierzęta. Często widuje się tu jelenie wirginijskie, rude lisy, wiewiórki, indyki, szopy i wiele innych gatunków ssaków. Na terenie parku zaobserwowano także ponad 200 różnych gatunków ptaków. Różnorodność środowisk sprawia, że park jest bardzo atrakcyjnym terenem do obserwowania dzikich ptaków i przyciąga rzesze miłośników tego zajęcia.

## Rekreacja na terenie parku
Jezioro Clopper jest istotnym elementem zagospodarowanej części parku o powierzchni ok. 500 akrów (2 km²). Choć pływanie wpław w jeziorze o powierzchni 90 akrów (0,36 km²) jest zabronione, oferuje ono inne możliwości rekreacyjne. Na terenie jeziora dozwolone jest pływanie w prywatnych łodziach, a latem czynna jest wypożyczalnia łodzi. W jeziorze można także łowić ryby. Wędkowanie jest także dozwolone w strumieniu Seneca, gdzie występuje kilka gatunków ryb, między innymi bassa wielkogębowego. Gdy poziom wody w strumieniu Seneca przekracza 64 cm, wówczas dozwolona jest na nim uprawa kajakarstwa. Na terenie parku znajduje się również popularne pole do gry w disc golf.

## Park w kulturze i sztuce
Tereny Seneca Creek State Park były jedną z lokalizacji filmowych amerykańskiego filmu grozy, The Blair Witch Project.